# 神杉站
神杉站（日语：／ Kamisugi eki */?）是位於廣島縣三次市高杉町1241番，屬於西日本旅客鐵道（JR西日本）的藝備線車站。

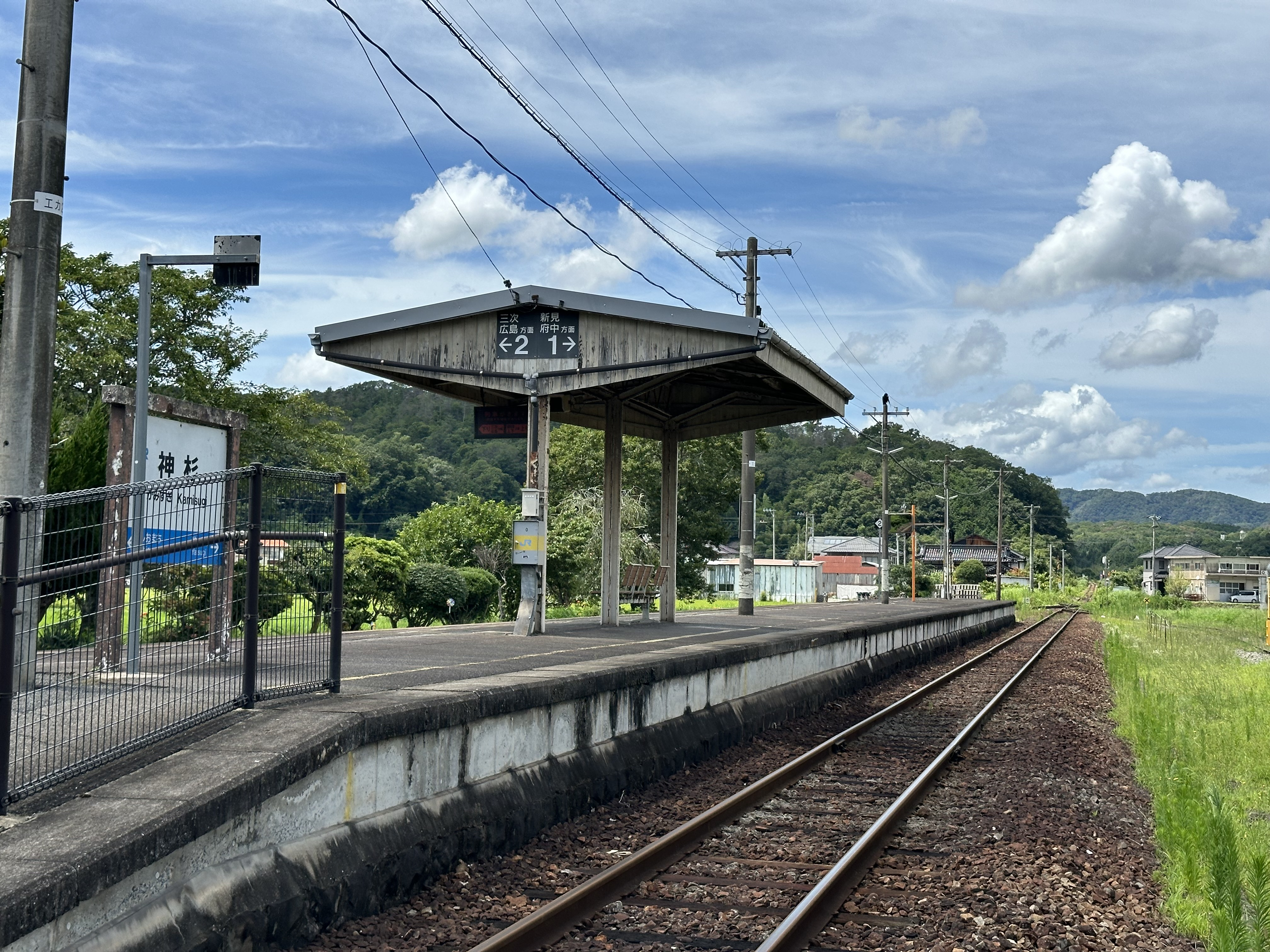
月台（2024年7月）

## 歷史
- 1922年6月7日：藝備鐵道（日语：芸備鉄道）三次站（第一代，現時為西三次站）至此站開業，此站啟用。當時車站名為鹽町站（第一代）。
- 1923年12月8日：藝備鐵道此站至備後庄原站之間開業。
- 1933年6月1日：藝備鐵道被國有化，轉為國有鐵道庄原線的車站[1]。
- 1934年1月1日：車站改名為神杉站[2]。
- 1936年10月10日：庄原線編入至三神線，備中神代站至備後十日市站（現時：三次站）之間為三神線。此站成為三神線車站。
- 1937年7月1日：備中神代站至廣島站之間成為藝備線。此站成為藝備線車站。
- 1971年12月10日：終止貨物起卸業務[3]。
- 1983年10月31日：降為無人車站（簡易委託）。
- 1987年4月1日：隨國鐵分割民營化，車站由西日本旅客鐵道（JR西日本）營運。

## 車站構造
本站是地面車站，設有1面2線的島式月台，可進行列車交會。站房是一座木造瓦頂的古老建築物。此站是由三次鐵道部管理的無人車站。站房與月台北邊之間設有站內平交道路北側。此站沒有廁所。由於此站曾經可進行貨物起卸業務，因此車站範圍較大。

### 月台
| 月台 | 路線                   | 上下行 | 方向           |
| ---- | ---------------------- | ------ | -------------- |
| 1    | 藝備線                 | 上行   | 備後落合方向   |
| 1    | 福鹽線                 | 上行   | 府中方向       |
| 2    | 藝備線 （包含 福鹽線） | 下行   | 三次、廣島方向 |

截至2016年3月，月台上設有月台編號牌。

## 使用狀況
以下為近年1日平均乘車人次列表。
| 年度               | 1日平均 乘車人次 | 參考資料 |
| ------------------ | ---------------- | -------- |
| 1981年（昭和56年） | 52               |          |
|                    |                  |          |
| 2002年（平成14年） | 11               | [ 4 ]    |
| 2003年（平成15年） |                  |          |
| 2004年（平成16年） |                  |          |
| 2005年（平成17年） |                  |          |
| 2006年（平成18年） |                  |          |
| 2007年（平成19年） |                  |          |
| 2008年（平成20年） |                  |          |
| 2009年（平成21年） |                  |          |
| 2010年（平成22年） |                  |          |
| 2011年（平成23年） | 13               | [ 5 ]    |
| 2012年（平成24年） | 8                | [ 5 ]    |
| 2013年（平成25年） | 8                | [ 5 ]    |
| 2014年（平成26年） | 8                | [ 5 ]    |
| 2015年（平成27年） | 14               | [ 5 ]    |
| 2016年（平成28年） | 17               | [ 5 ]    |
| 2017年（平成29年） | 16               | [ 5 ]    |
| 2018年（平成30年） | 10               |          |

## 車站周辺
- 馬洗川
- 三次市立神杉小學
- 三次風土記之丘 - 廣島縣立歷史民俗資料館
- 國道184號（日语：国道184号）
- 國道375號（日语：国道375号）
- 國家歷史遺蹟陣山（日语：陣山）墳墓群（向江田町，四拾貫町）

## 相鄰車站
西日本旅客鐵道（JR西日本）
 藝備線、 福鹽線（鹽町站至三次站之間為藝備線）
鹽町－神杉－八次

## 注腳
1. ↑  日本《官報》第1917號「鐵道省告示第205號」，1933年5月25日：第716頁。
2. ↑  日本《官報》第2092號「鐵道省告示第592號」，1933年12月20日：第498頁。
3. ↑  「戸坂など七駅を無人化」『中國新聞』昭和46年10月23日広島版 8面
4. ↑  「飲食・小売の出店を科学する出店戦略情報局」之存檔數據
5. 1 2 3 4 5 6 7  國土數値情報 不同站的上下車人次數據

## 外部連結
- 神杉｜車站資訊：JR出門網 - 西日本旅客鐵道（日語）